# کفال درشت
کفال درشت (نام علمی: Chelon macrolepis) نام یک گونه از سرده کشف‌ماهی‌ها است.